# عبدالحلیم علی
عبدالحلیم علی (عربی: عبد الحليم علي؛ زادهٔ ۲۴ اکتبر ۱۹۷۳) یک بازیکن فوتبال اهل مصر است.

## باشگاهی
از باشگاه‌هایی که در آن بازی کرده‌است می‌توان به باشگاه ورزشی زمالک اشاره کرد.

## تیم ملی
وی همچنین در تیم ملی فوتبال مصر بازی کرده‌است.